# Pháp tại Thế vận hội Mùa hè 1896
Mười ba vận động viên từ Pháp tham gia 6 bộ môn tại Thế vận hội Mùa hè 1896. Pháp là nước thứ tư giành được nhiều huy chương vàng nhất với 5 huy chương và cũng đứng thứ tư trong số các nước có nhiều huy chương nhất với 11 huy chương. Xe đạp là bộ môn các vận động viên Pháp thành công nhất, vì họ hoàn toàn chiếm ưu thế trên đường đua. Đội tuyển Pháp có 27 nước đi trong 18 bộ môn, giành 11 huy chương.

## Huy chương

### Vàng
- Léon Flameng - xe đạp, 100 km
- Eugène-Henri Gravelotte - đấu kiếm, kiếm liễu nghiệp dư
- Paul Masson - xe đạp, 333 m
- Paul Masson - xe đạp, 2 km
- Paul Masson - xe đạp, 10 km

### Bạc
- Henri Callot - đấu kiếm, kiếm liễu nghiệp dư
- Léon Flameng - xe đạp, 10 km
- Jean Maurice Perronet - đấu kiếm, kiếm liễu chuyên nghiệp
- Alexandre Tuffèri - điền kinh, Nhảy ba bước

### Đồng
- Léon Flameng - xe đạp, 2 km
- Albin Lermusiaux - điền kinh, 1500 m

## Điền kinh
Sáu vận động viên Pháp giành 2 huy chương cho môn điền kinh.
| Nội dung                   | Hạng | Vận động viên         | Vòng loại  | Chung kết        |
| -------------------------- | ---- | --------------------- | ---------- | ---------------- |
|                            |      |                       |            |                  |
| 100 m                      | –    | Alphonse Grisel       | Không biết | Bị loại          |
|                            |      |                       |            |                  |
| 400 m                      | –    | Alphonse Grisel       | Không biết | Bị loại          |
| 400 m                      | –    | Frantz Reichel        | Unknown    | Bị loại          |
|                            |      |                       |            |                  |
| 800 m                      | –    | Albin Lermusiaux      | 2:16,6     | Không bắt đầu    |
| 800 m                      | –    | Georges de la Nézière | Không biết | Bị loại          |
|                            |      |                       |            |                  |
| 1500 m                     | 3    | Albin Lermusiaux      | Không có   | 4:37,0           |
|                            |      |                       |            |                  |
| 110 m vượt chướng ngại vật | –    | Frantz Reichel        | Không biết | Không bắt đầu    |
|                            |      |                       |            |                  |
| Maratong                   | 9    | Sokratis Lagoudakis   | Không có   | Không biết       |
| Maratong                   | –    | Albin Lermusaiux      | Không có   | Không hoàn thành |
|                            |      |                       |            |                  |

| Nội dung     | Hạng | Vận động viên     | Kết quả    |
| ------------ | ---- | ----------------- | ---------- |
|              |      |                   |            |
| Nhảy xa      | –    | Alphonse Grisel   | không biết |
| Nhảy xa      | –    | Alexandre Tuffèri | Không biết |
|              |      |                   |            |
| Nhảy ba bước | 2    | Alexandre Tuffèri | 12,70 m    |
|              |      |                   |            |
| Ném đĩa      | –    | Alphonse Grisel   | Không biết |
|              |      |                   |            |

## Xe đạp

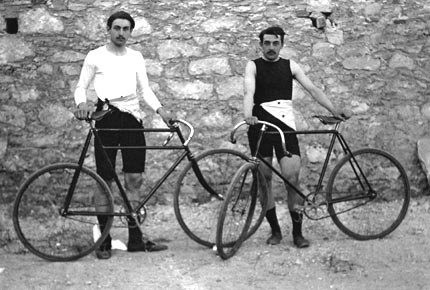
Leon Flameng và Paul Masson

Pháp chiếm ưu thế trong môn xe đạp, giành 4 trong 6 huy chương vàng. Ba huy chương giành bởi Paul Masson người đã chiến thắng tất cả bộ môn, với Léon Flameng chiếm thêm huy chương vàng thứ tư cũng như một huy chương bạc và đồng. Một trong số 2 người thắng mỗi bộ môn mà một người Pháp đã thi đấu; hai huy chương vàng mà các nước khác giành được trong bộ môn Masson và Flameng không tham dự.
| Nội dung | Hạng | Vận động viên | Thời gian/Khoảng cách |
| -------- | ---- | ------------- | --------------------- |
|          |      |               |                       |
| 333 m    | 1    | Paul Masson   | 24,0 giây             |
| 333 m    | 5    | Léon Flameng  | 27,0 giây             |
|          |      |               |                       |
| 2 km     | 1    | Paul Masson   | 4:58,2                |
| 2 km     | 3    | Léon Flameng  | Không biết            |
|          |      |               |                       |
| 10 km    | 1    | Paul Masson   | 17:54,2               |
| 10 km    | 3    | Léon Flameng  | 17:54,2               |
|          |      |               |                       |
| 100 km   | 1    | Léon Flameng  | 3:08:19,2             |
|          |      |               |                       |

## Đấu kiếm
Vận động viên đấu kiếm Pháp có nhiều triển vọng trước trận đấu; Gravelotte và Callot vượt qua các mong đợi tại môn kiếm lưỡi cong nghiệp dư. Họ vượt qua tất cả vưng bền, và giáp mặt nhau trong trận chung kết. Gravelotte thắng trong lượt đấu một trong ba. Điều ngạc nhiên là Perronet bại trận trước Leonidas Pyrgos người Hy Lạp chỉ trong trận đấu cho cuộc thi chuyên nghiệp.
| Nội dung                | Hạng | Vận động viên           | Điểm  | Điểm | Trúng | Trúng         | Thứ tự   | Chung kết |
| Nội dung                | Hạng | Vận động viên           | Thắng | Thua | Trúng | Bị đánh trúng | Thứ tự   | Chung kết |
| ----------------------- | ---- | ----------------------- | ----- | ---- | ----- | ------------- | -------- | --------- |
|                         |      |                         |       |      |       |               |          |           |
| Kiếm liễu               | 1    | Eugène-Henri Gravelotte | 4     | 0    | 12    | 7             | 1 Nhóm B | Thắng 3-2 |
| Kiếm liễu               | 2    | Henri Callot            | 3     | 1    | 11    | 7             | 1 Nhóm A | Thua 3-2  |
| Kiếm liễu               | 5th  | Henri Delaborde         | 1     | 2    | 5     | 8             | 3 Nhóm A | Bị loại   |
|                         |      |                         |       |      |       |               |          |           |
| Kiếm liễu chuyên nghiệp | 2    | Jean Perronet           | 0     | 1    | 1     | 3             | Không có | THua 3-1  |
|                         |      |                         |       |      |       |               |          |           |

| Quốc gia đối thủ  | Thắng | Thua | Phần trăm |
| ----------------- | ----- | ---- | --------- |
| Hy Lạp            | 6     | 2    | 0,750     |
|                   |       |      |           |
| Tổng cộng toàn bộ | 6     | 2    | 0,750     |
| Pháp              | 2     | 2    | 0,500     |
|                   |       |      |           |
| Tổng cộng         | 8     | 4    | 0,667     |

## Thể dục dụng cụ
Grisel tham dự môn xà kép trong chương trình thể dục dụng cụ. Những người tham dự không có điểm, ban giám khảo đơn thuần chọn người chiến thắng và người về nhì. Grisel không được chọn.
| Nội dung | Hạng | Vận động viên   |
| -------- | ---- | --------------- |
|          |      |                 |
| Xà kép   | –    | Alphonse Grisel |
|          |      |                 |

## Bắn súng
Lermusiaux tham gia giải súng trường quân đội trong môn bắn súng. Điểm và hạng của Lermusiaux không rõ.
| Event          | Place | Shooter          | Score   | Hits    |
| -------------- | ----- | ---------------- | ------- | ------- |
|                |       |                  |         |         |
| Military rifle | –     | Albin Lermusiaux | Unknown | Unknown |
|                |       |                  |         |         |

## Quần vợt
Chỉ có họ của tuyển thủ quần vợt Pháp được biết đến. Anh ta bị đánh bại trong vòng đầu của giải đơn.
| Nội dung | Hạng | Vận động viên | Vòng 1 | Tứ kết  | Bán kết | Chung kết |
| -------- | ---- | ------------- | ------ | ------- | ------- | --------- |
|          |      |               |        |         |         |           |
| Đơn      | 8    | Defert        | Thua   | Bị loại | Bị loại | Bị loại   |
|          |      |               |        |         |         |           |

| Quốc gia đấu thủ | Thắng | Thua | Phần trăm |
| ---------------- | ----- | ---- | --------- |
| Hy Lạp           | 0     | 1    | 0,000     |
|                  |       |      |           |
| Tổng cộng        | 0     | 1    | 0,000     |